# Bence Fritzsche
Bence Fritzsche (* 10. Oktober 1947 in Bonn) ist ein deutscher Historiker (M.A.), Journalist und Publizist.

## Leben
Fritzsche wuchs in Bonn als Sohn der ungarischen Schriftstellerin Ágnes Mária Csiky und des Wirtschaftsjournalisten Herbert Rolf Fritzsche (u. a. "Die Wirtschaft in Deutschland und ihre Beziehungen zur Welt", Hamburg 1936) auf. Er studierte nach dem Abitur von 1970 bis 1976 Osteuropäische Geschichte und Politische Wissenschaften an der Universität zu Köln. Von 1977 bis 1980 war er freier Mitarbeiter für die Deutsche Welle, den Deutschlandfunk, den Westdeutschen Rundfunk Köln (WDR) sowie verschiedene Zeitungen und Zeitschriften. Im Anschluss war er bis 1985 Pressechef des Deutschen Hochschulverbandes (DHV) in Bonn, bei dem er die Chefredaktion der Zeitschrift „Mitteilungen des Hochschulverbandes“ führte und die Buchreihen „Forum des Hochschulverbandes“ sowie „Schriftenreihe des Hochschulverbandes“ redaktionell betreute.
Im Jahre 1982 gründete er den Atelier Verlag in Köln und ist seither dort der Chefredakteur. Zu dem Verlag gehört auch die Zeitschrift „Atelier“ sowie seit 2008 die Zeitung „kunst:art“ und die Zeitschrift „Kunnst“. Seit 1992 hat Fritzsche zusammen mit Olaf Zimmermann Professionalisierungs-Seminare für Bildende Künstlerinnen und Künstler durchgeführt. Seit 2004 ist er auch Leiter der Kunstwerte: Akademie in Köln.
Sein Bruder Rainer Jon Fritzsche ist ein ehemaliger Theaterregisseur.

## Werke
- 1982: Universität ohne Geld?
- 1985: Hochschulpolitik und Hochschulrecht
- 1994: Stipendienverzeichnis